# Cayambe (vulcan)
Cayambe este un vulcan ce are altitudinea de 5.796 m deasupra n.m.  El este situat în Anzii din Ecuador. Prima escaladare a lui Cayambe a avut loc în anul 1880, de către englezul Edward Whymper, însoțit de frații italieni Jean-Antoine și Louis Carrel.

## Date geografice

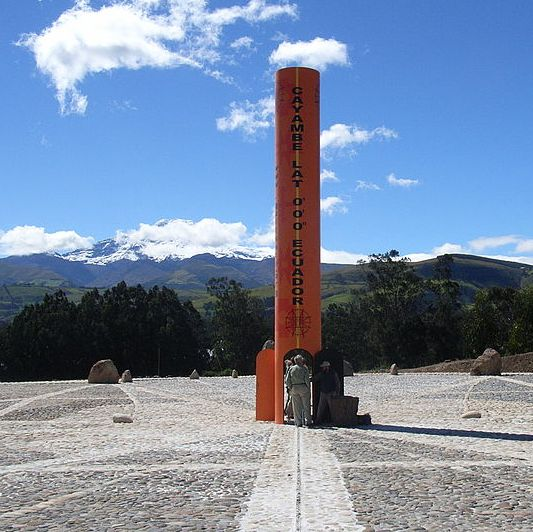
Vulcanul văzut de la ecuator

Vulcanul se află la ca. 60 km nord-est de Quito, la poalele lui se află orașul Cayambe. Cu altitudinea sa de 5.796 m, este situat după Chimborazo și Cotopaxi, ca al treilea munte ca înălțime din Ecuador. Vârful vulcanului se află la ca. 4 km nord de ecuator. Până în anul 2006 versantul sudic al lui era singurul punct de la ecuator acoperit cu zăpadă. În prezent ca urmare a regresiunii ghețarilor vulcanul nu mai este pe tot timpul anului acoperit de zăpadă.